# Денисовка (Красноярский край)
Денисовка — деревня в Абанском районе Красноярского края России. Входит в состав Устьянского сельсовета.

## География
Деревня находится в восточной части Красноярского края, к северу от реки Истра 1-я (бассейн реки Ангара}, на расстоянии приблизительно 8 километров (по прямой) к югу от посёлка Абан, административного центра района. Абсолютная высота — 281 метр над уровнем моря.

## Население
| 1989 | 2002 | 2010 |
| ---- | ---- | ---- |
| 478  | ↘430 | ↘343 |

Гендерный состав
По данным Всероссийской переписи населения 2010 года в гендерной структуре населения мужчины составляли 44,9 %, женщины — соответственно 55,1 %.
Национальный состав
Согласно результатам переписи 2002 года, в национальной структуре населения русские составляли 95 %.

## Инфраструктура
В деревне функционируют фельдшерско-акушерский пункт и библиотека.

## Улицы
Уличная сеть деревни состоит из шести улиц.